# 约瑟夫·博哈奇
约瑟夫·博哈奇（捷克語：Josef Boháč，1914年4月20日—1989年9月12日），生于布拉格，捷克男子冰球运动员。他曾代表捷克斯洛伐克国家队参加1936年冬季奥林匹克运动会冰球比赛，获得第四名。